# La Greda Nueva
La Greda Nueva es un pueblo peruano ubicado en el distrito de Tambogrande, perteneciente a la provincia y departamento de Piura, al norte del Perú. 

## Ubicación
La Greda Nueva se ubica al noreste de la provincia de Piura, en el distrito de Tambogrande, en el departamento de Piura.

## Demografía
En 2017 La Greda Nueva tenía una población de 1448 habitantes.
| Gráfica de evolución demográfica de La Greda Nueva entre 1993 y 2017 |
|                                                                      |
| Fuentes: Población 1993 y 2017                                       |